# Macario Rivero
Macario Rivero González (Santander, 1865 - ibdem, 30 de diciembre de 1936) fue un político español que ejerció de alcalde de Santander por el PSOE de abril de 1931 a mayo de 1932.

## Biografía
De profesión tipográfo, sus allegados y amigos lo llamaban "Macariuco". Trabajó en los talleres El Cantábrico. Ingresó en la Sociedad de Obreros Impresores, Litógrafos y Encuadernadores y en la AS local hacia 1890. En 1902 fue designado vicepresidente de la Federación Local de Sociedades Obreras de Santander, representándola en la Junta Local de Reformas Sociales. Fue elegido edil de la ciudad, al igual que Eduardo Rado en las elecciones locales de 1909. En 1912 los dos fueron expulsados de la AS, al pactar con los concejales católicos el reparto de las tenencias de alcalde, contra el parecer de la AS. Volvió a integrarse en el PSOE en 1921. Volvió a ser elegido concejal en las elecciones del 12 de abril de 1931. Fue designado alcalde, fungiendo de abril de 1931 a mayo de 1932. Murió por enfermedad el 30 de diciembre de 1936.